# 勉唐画派
勉唐画派，又译勉塘画派、 门赤画派、门塘画派，是藏族唐卡艺术中的一个绘画流派，亦是15世纪以后影响最大的流派，以拉萨为活动中心，主要流行于卫藏，根据道统差异分为新勉派（勉宁）和旧勉派（勉萨）。该画派因创始人勉拉·顿珠嘉措出生于洛扎勉唐（今西藏山南市門當鄉）而得名。勉唐画派艺术产生并形成于赞普时代，兴盛于帕竹时代中期至甘丹颇章时代，文化大革命后开始冷落沉寂。尽管20世纪80年代后地方政府做了不少抢救工作，但其绘画技艺依然处于难以为继的状态。

## 历史沿革
15世纪后期，西藏画师在印度、尼泊尔和汉地绘画风格基础上开始发展本土画派，首个受到公认的画派即为勉唐画派，其出现标志着藏传佛教艺术中尼泊尔画风的彻底结束与本土特色绘画样式的正式形成。
1447年根敦朱巴建立扎什伦布寺，邀请勉拉顿珠至寺中绘制壁画制作雕像。勉拉顿珠高超的绘画艺术得到根敦珠巴的赞赏，并夸赞他为"最好的画师"，勉拉顿珠名气越来越大，便首次出现了勉唐画派的说法。
此后，勉拉顿珠长期驻锡扎寺，参与唐卡和壁画的创作并开始著述授徒，使勉唐派在扎寺落地生根、传承有序。因此，扎什伦布寺成为藏区近代影响最大的绘画流派——勉唐画派的中心。
大师一生作品很多，高徒满门，亦有重要的画论著作流传于后世。《如来造像量度品·如意宝珠》（《造像量度如意宝》）是他流芳百世的经典著作，一直是勉唐派传人的必修画论，也是以后众多画派绘制唐卡的“铁律”。
。

## 绘画特点

### 主尊着装汉化明显
勉唐派将汉地的青绿山水加进主尊身后背景，过去红蓝和红绿双色对比的画面转变为石绿色调，加强了主尊着装的汉化表现，此外四大天王主题的引入更是彻底的汉式造型。

### 人物造型厚重浑圆
与江孜白居寺壁画相比修长清秀的特点相比，人物造型方正圆润，四肢变粗，颈项变短，五官变小，略显多肉少骨，衣带加大增宽，保有唐代遗风；装饰效果的繁复风格与江孜壁画或有一定继承关系。

### 构图嬗变布局活跃
勉唐派唐卡棋格式格局消失，诸神立于云端或融入风景之中，宝座有向内透视的侧面，背光中的卷草图案和虹状彩纹变为波浪式放射的金线。卷草变宽，异兽变马，花卉祥云大量引入。